# Замок Біттю Мацуяма

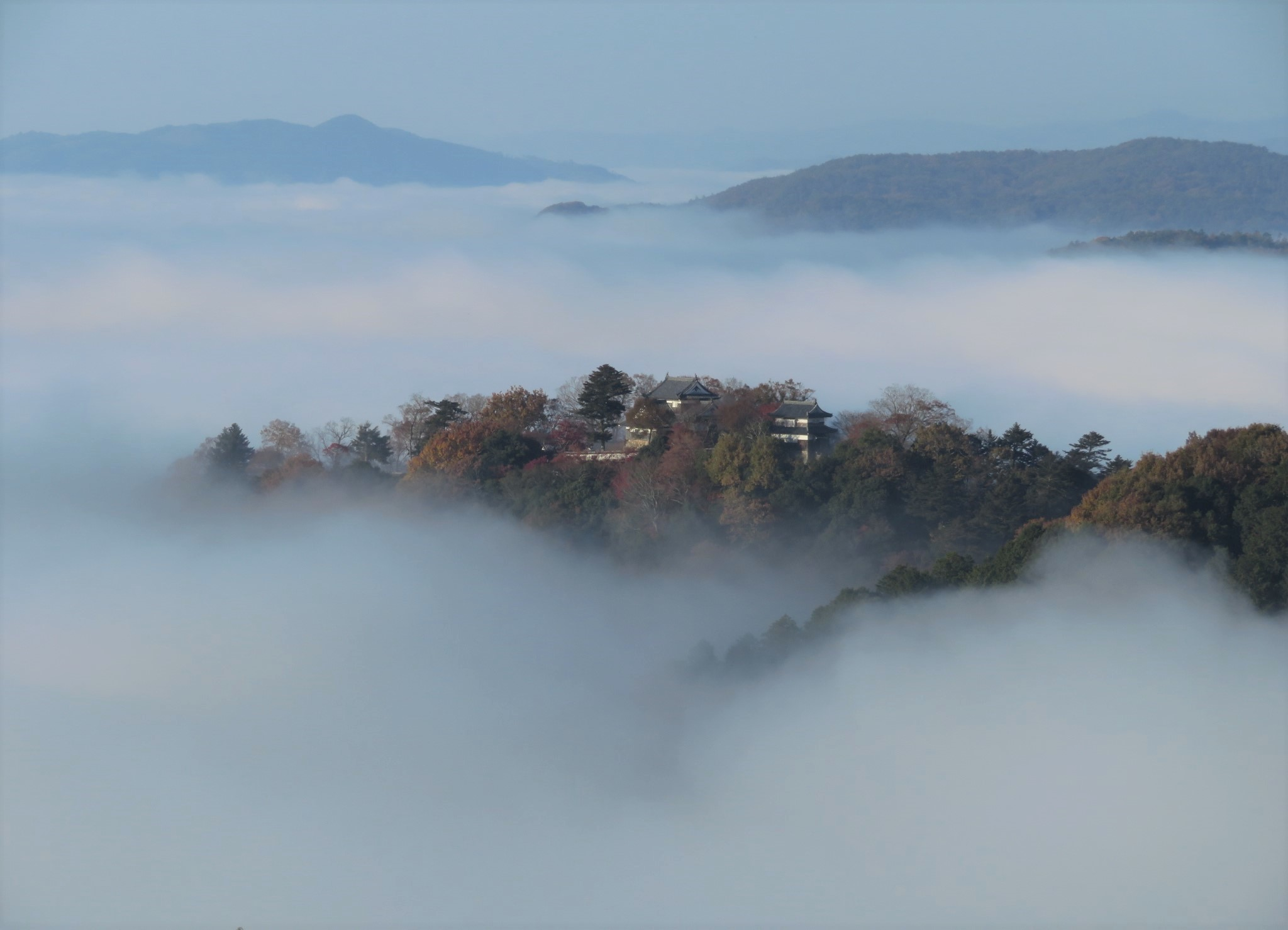
Замок, що лине над морем хмар

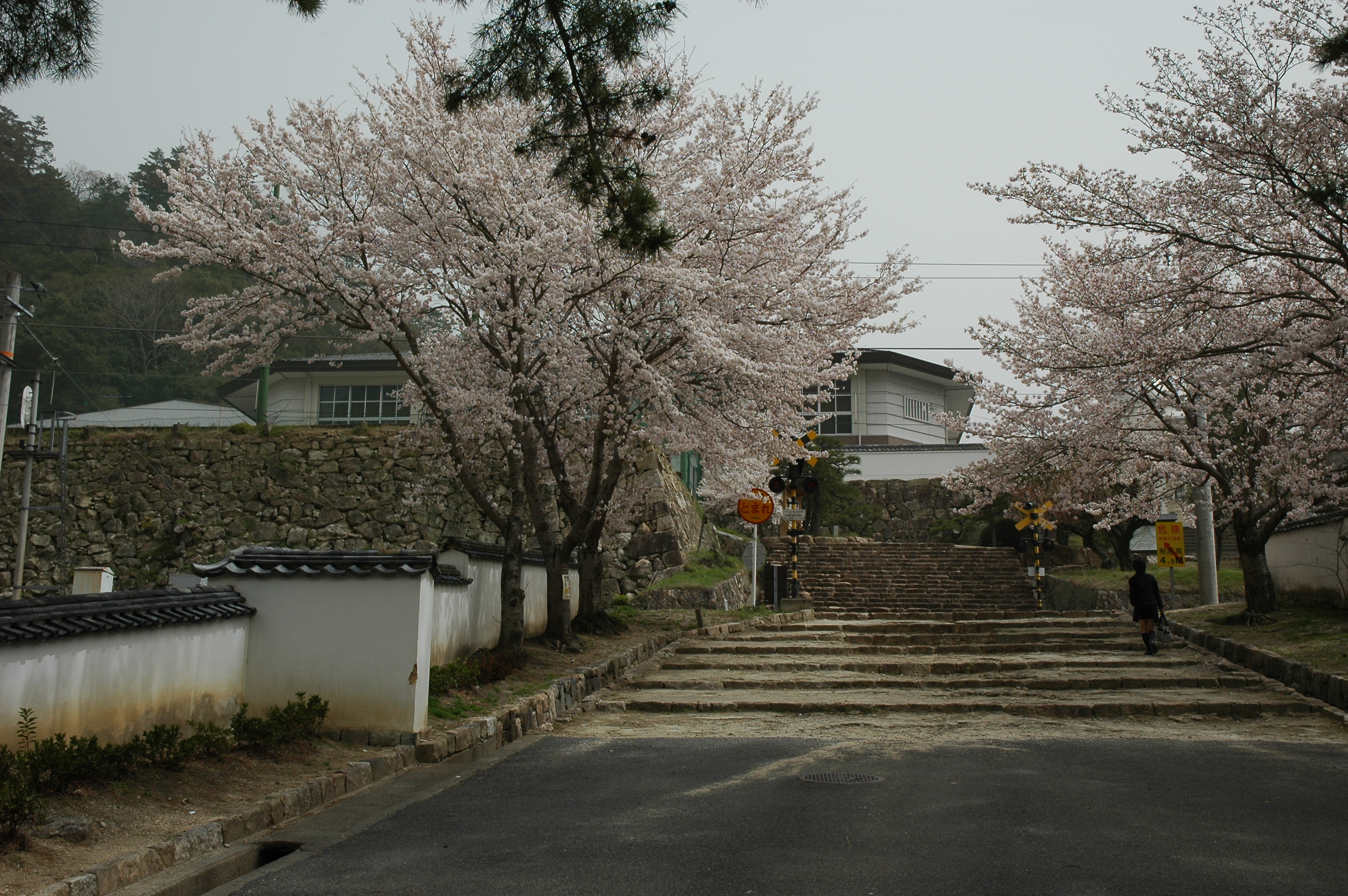
270x270пкс Місце палацу дайме

Замок Біттю Мацуяма (яп. 備中松山城, Bitchū Matsuyama-jō), також відомий Замок Такахасі (яп. 高梁城), — японський замок, розташований у місті Такахасі префектури Окаяма в регіоні Саньйо в Японії. Його не слід плутати із замком Мацуяма в Мацуямі, префектура Ехіме. Замок Біттю Мацуяма є однією з лише дванадцяти оригінальних тенсю (головних фортець), що залишилися в країні, і є відомим як замок із найбільшою висотою над рівнем моря в Японії на висоті 430 метрів (1410 футів). З 1956 року він перебуває під охороною центрального уряду як національне історичне місце.

## Історія
У 1240 році нашої ери Акіба Сіґенобу спочатку збудував укріплення на сусідній горі (гора Омацу), але його деталі не ясні. У період Муроматі клан Хосокава був сюґо провінції Біттю, але правив через місцевих довірених осіб. Такахасі Мунеясу побудував новий замок на нинішньому місці на горі Ґаґю у 1331 році, хоча дизайн цього замку відрізнявся від того, що стоїть на цьому місці зараз. Гора Ґаґю розташована на північ від центру сучасного Такахасі та є довгим хребтом заввишки приблизно 430 метрів, звідки відкривається вид на річку Такахасі. Розташування має стратегічне значення для контролю транспортного маршруту з півночі на південь між Внутрішнім морем Сето та регіоном Сан'їн у Японському морі, а також транспортного маршруту зі сходу на захід між Цуямою у провінції Мімасака та Мійосі в центрі регіон Тюґоку.
На початку періоду Сенґоку клан Сьо витіснив Хосокаву та зайняв замок Біттю Мацуяма в 1532 році, зробивши його своїм опорним пунктом у кампанії проти клану Амаґо в провінції Ідзумо. До середини століття клан Морі з провінції Акі переміг Амаґо, одночасно підтримуючи клан Мімура проти кланів Сьо та Укіта. Мімура Ієтіка (1517—1566) захопив замок Біттю Мацуяма з боку Сьо, але незабаром був убитий Укітою Наої. Його син Мімура Мототіка знову захопив замок і значно розширив його, розширивши ділянку, щоб охопити всю гору. За допомогою клану Морі Мімура Мототіка завоював усю область Біттю. Пізніше Мототіка вступив у таємні стосунки з Одою Нобунаґою, і коли ця зрада привернула увагу Морі, його взяли в облогу в замку, і клан Мімура був знищений.
У 1600 році, після битви при Секіґахарі, клан Морі був позбавлений провінції Біттю і був змушений поступитися замок Токуґаві Ієясу. Він залишив замок як територію під прямим управлінням тенріо та призначив Коборі Масацугу дайканом. Його син Коборі Масакадзу більш відомий як Коборі Енсю, відомий чайний майстер і садовий дизайнер. У 1617 році його перевели до провінції Омі, а Ікеда Нагайосі з кадетської гілки клану Ікеда був призначений даймьо новоствореного домену Біттю-Мацуяма. Після того, як його син помер без спадкоємця в 1641 році, домен перейшов до Мідзуноя Кацутаки, який відбудував тенсю, башти ягури та браму на додаток до відновлення міста-замку. Тенсю був незвичайним тим, що мав лише два поверхи заввишки і був меншим за типову кутову ягуру в багатьох великих замках, хоча більший тенсю вздовж замку Хімедзі був би непотрібним, оскільки замок Біттю Мацуяма був розташований на горі, що забезпечує широке поле огляду. Біля підніжжя гори був побудований палац Дайме. Клан Мідзуноя правив до 1695 року. Після проходження коротких періодів під керівництвом клану Андо та клану Ісікава доменом і замком керувала кадетська гілка клану Ітакура упродовж восьми поколінь з 1744 року до реставрації Мейдзі в 1871 році.
У період Мейдзі замок був частково зруйнований, але решта його була занедбана і повільно прийшла в занепад. У 1929 році було створено громадський гурток і розпочато реставраційні роботи замку. Три частини були врятовані й досі існують сьогодні: коротка ділянка стіни, Ніджу яґура та тенсю.

## Нинішня ситуація
У 1941 році три вцілілі споруди замку були визнані культурними цінностями національного значення. З 1957 по 1960 рік реставраційні роботи фінансувався урядом, і замок заслуговує на увагу тим, що це єдиний ямасіро, або гірський замок, який має оригінальний тенсю. Замок стоїть на горі, і дорога до вершини не йде повністю, тому, щоб дістатися до замку, потрібно піднятися гірською стежкою.
Замок Біттю-Мацуяма був включений до списку 100 найкращих замків Японії Японським фондом замків у 2006 році.
У грудні 2018 року місцевий кіт на прізвисько Санджуро був призначений почесним «володарем» замку. Санджуро (яп. さんじゅーろー), названий на честь місцевого самурая Тані Санджуро, спочатку належало Мегумі Нанба, але втік 14 липня 2018 року після проливних дощів, які спричинили повені та селеві потоки в цьому районі. Пізніше один із робітників знайшов кота, який живе в замку, і почав його годувати. Присутність Санджуро, якого спочатку зробили тимчасовим талісманом, перш ніж його назвали «володарем», допомогла збільшити кількість відвідувачів замку.

## Галерея

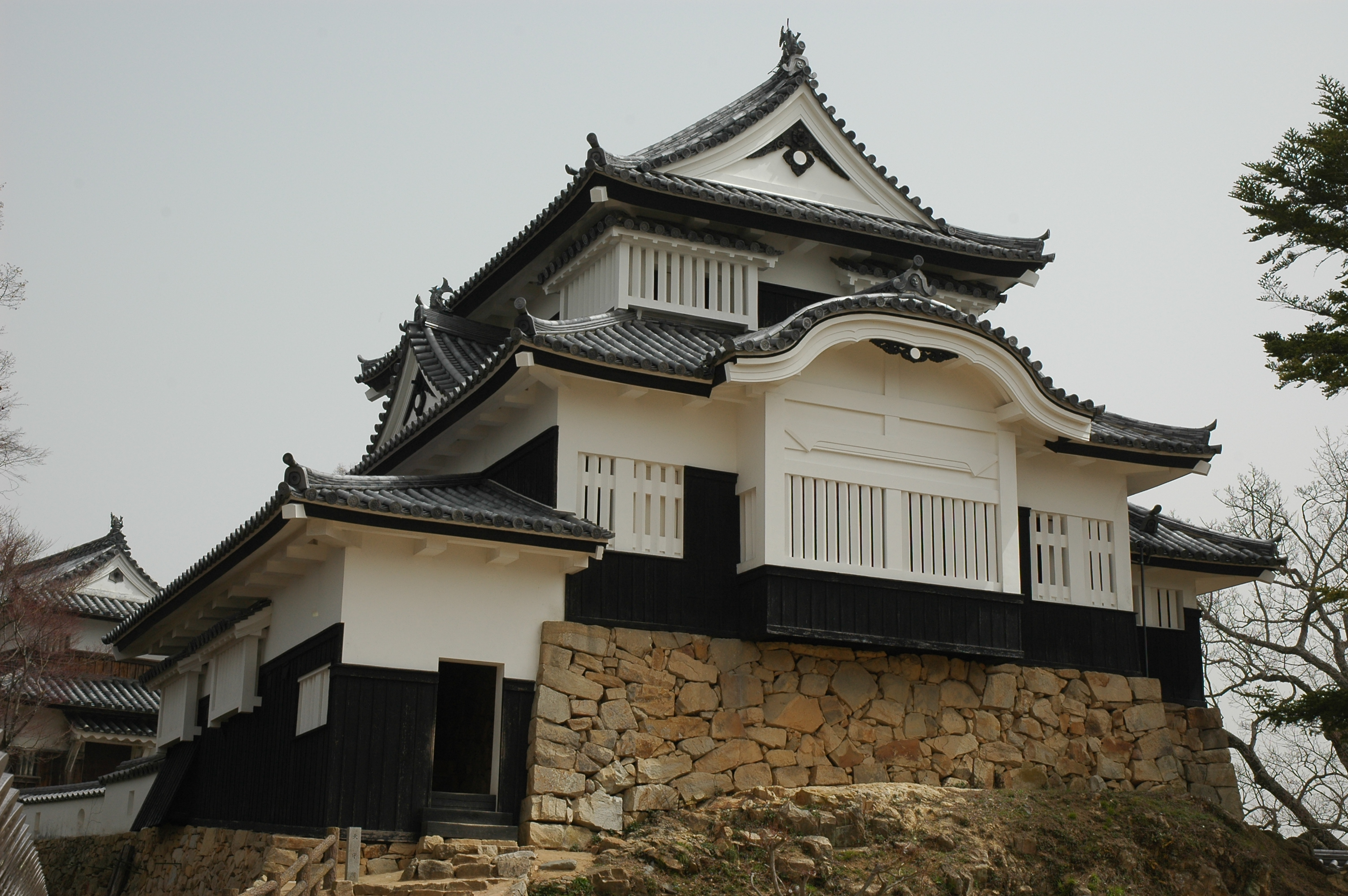
Тенсю замку Біттю Мацуяма.
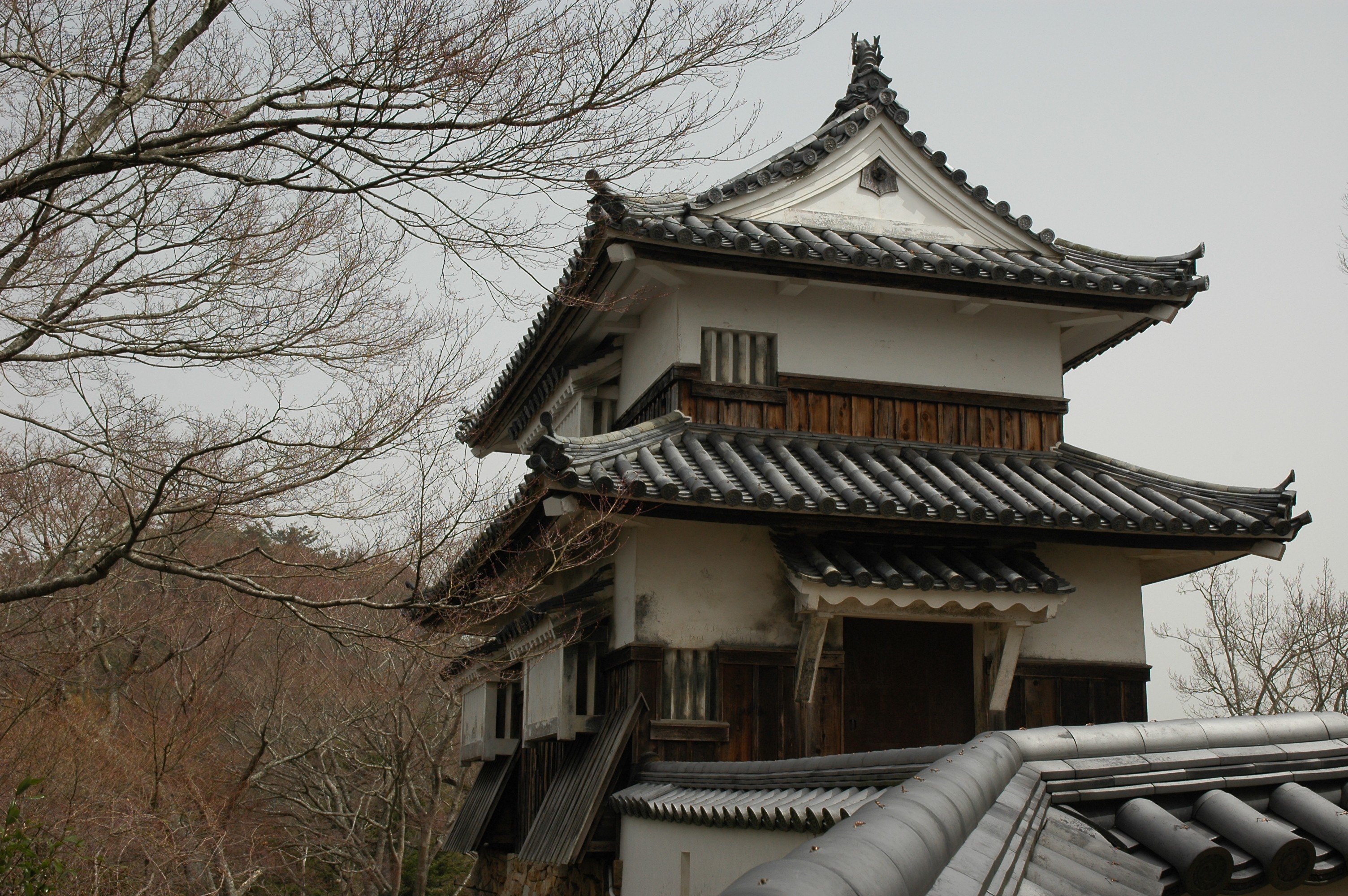
Яґура Ніджу
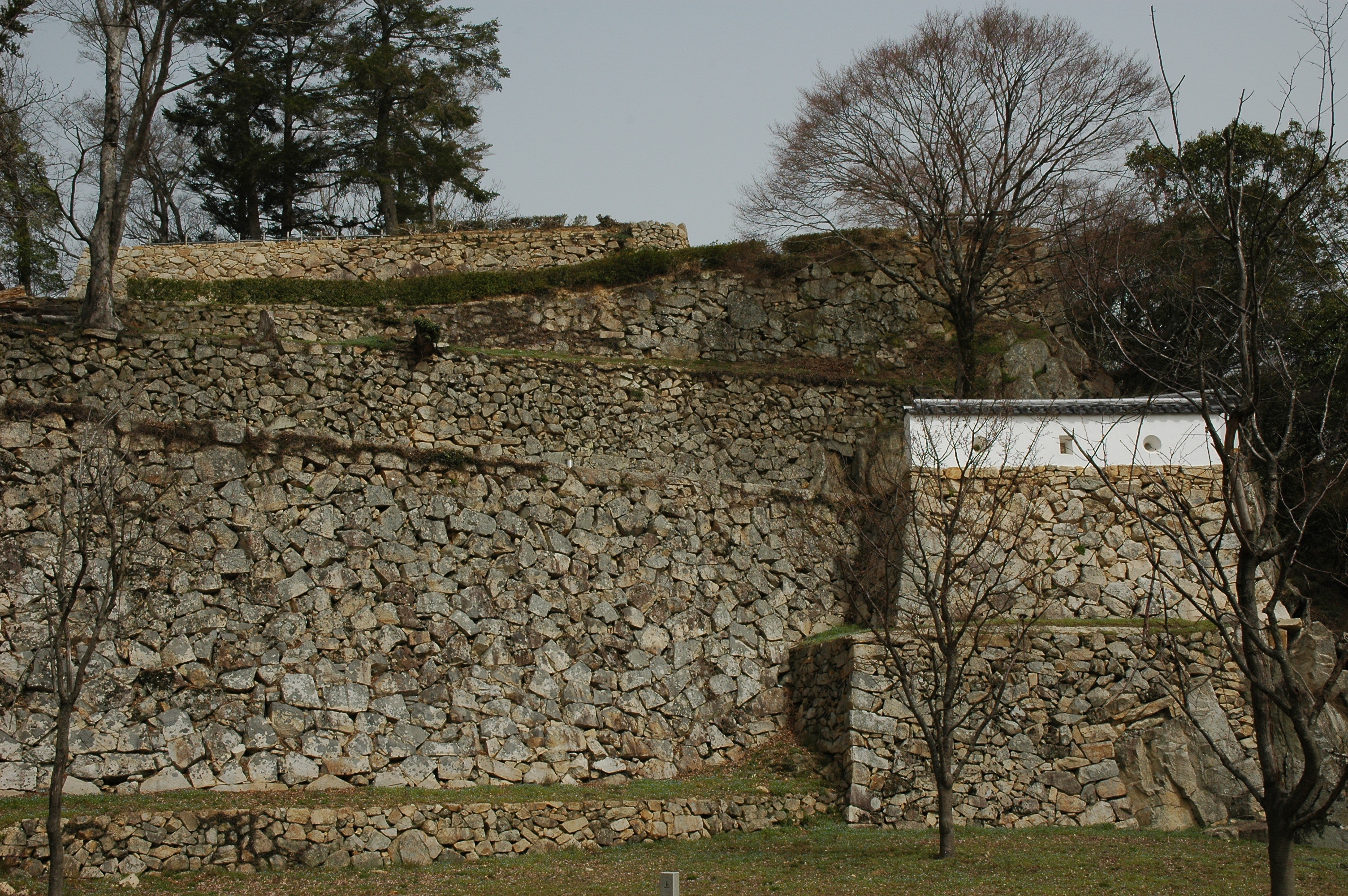
Видно рівні, що знімаються по шилу.
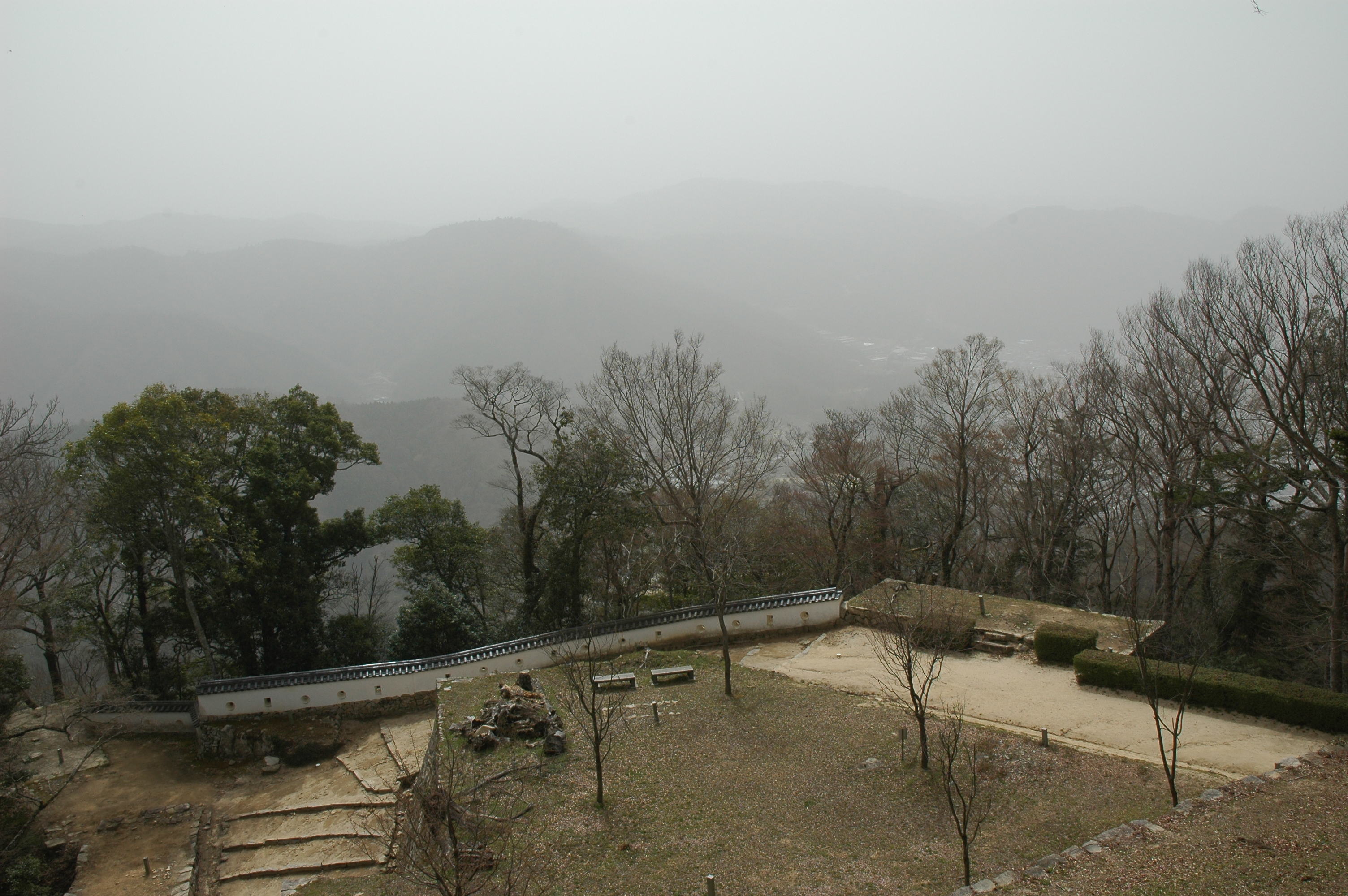
Частина оригінальної стіни, що залишилася, разом із чудовим краєвидом із замку.
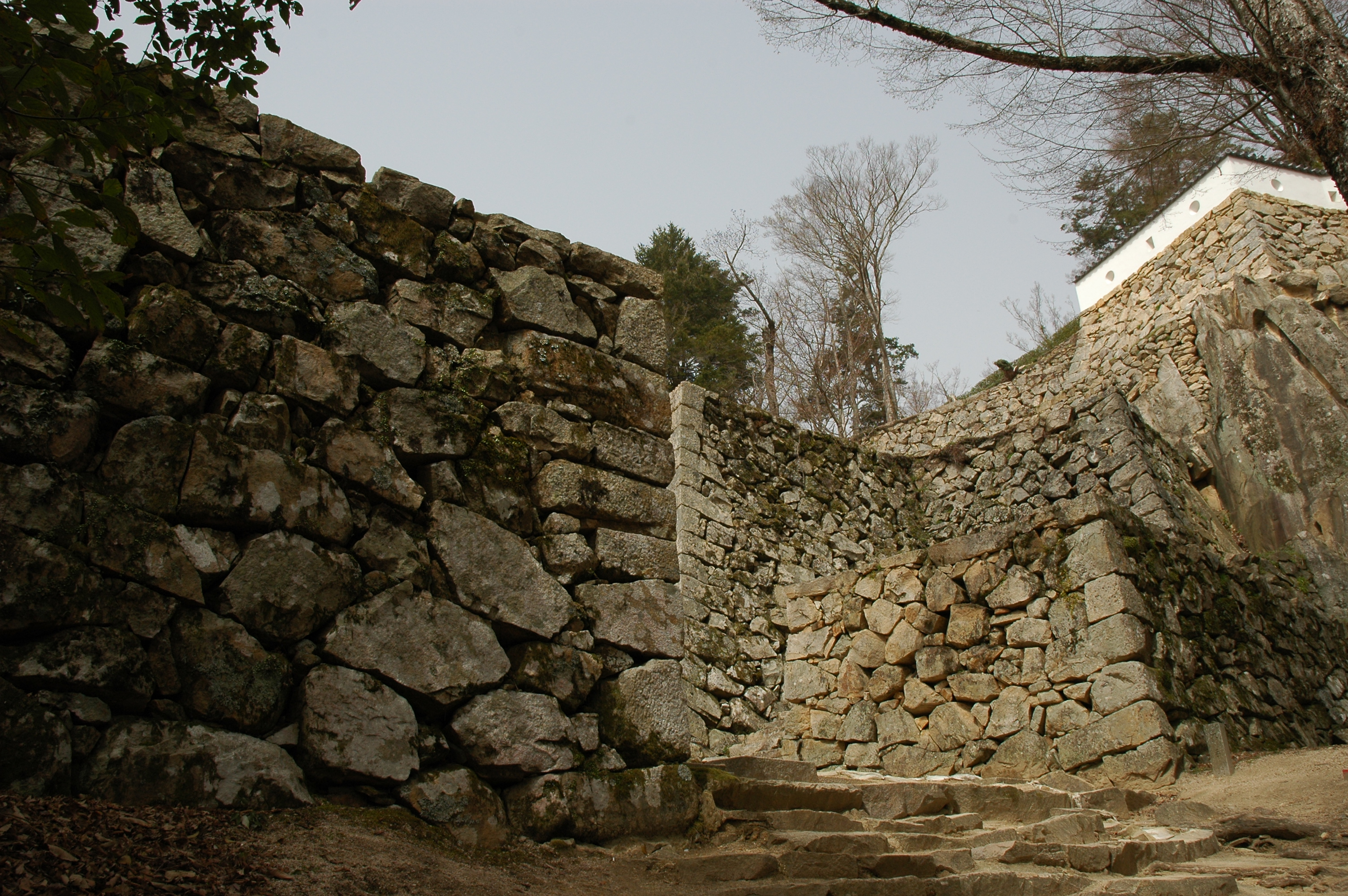
Наступні рівні стіни можна легко побачити.